# Scotoniscus janas
Scotoniscus janas är en kräftdjursart som beskrevs av Roberto Argano1973. Scotoniscus janas ingår i släktet Scotoniscus och familjen Trichoniscidae. Inga underarter finns listade i Catalogue of Life.